# Санта Крус де Тенерифе (провинция)
Санта Крус де Тенерифе (на испански: Provincia de Santa Cruz de Tenerife) е една от двете провинции на автономна област Канарски острови, Испания. Включва 54 общини, разположени на островите Тенерифе, Ла Палма, Ла Гомера и Ел Йеро. Административен център и най-голям град е Санта Крус де Тенерифе.
Има население от 1 029 789 души, като по-голямата част от него живее на остров Тенерифе (908 555).